# Ingazeira
Ingazeira est une municipalité brésilienne située dans l'État du Pernambouc.